# 棕啄木鸟属
棕啄木鸟属（学名：Sasia）是啄木鸟科下的一个属。

## 下属物种
本属包括以下物种：
- 棕啄木鸟 Sasia abnormis (Temminck, 1825)
- 非洲姬啄木鸟 Sasia africana J.Verreaux & E.Verreaux, 1855
- 白眉棕啄木鸟 Sasia ochracea Hodgson, 1837